# Мартино Рота
Мартино Рота или Мартин Рота (на хърватски: Martin Rota-Kolunić) е художник, днес известен най-вече със своите гравюри на прочути личности, събития и градове от XVII в.

## Биография
Мартино Рота е роден около 1520 г. в Шибеник, Далмация, по онова време притежание на Република Венеция. Малко се знае за ранните му години, както и къде се обучава, но запазените източници относно кариерата му показват, че е работил предимно във Венеция, Рим и Виена.
Около 1540 г. той вече изпълнява поръчки като гравьор в стила на знаменития италиански творец Маркантонио Раймонди. След като напуска Рим и след известен период прекаран във Флоренция, Рота се установява във Венеция, където както сам твърди, замества един от отсъстващите по това време изявени майстори гравьори и изработва гравюри репродукции на Тициан. Изработва и няколко карти и изгледи на Венеция и други градове.
Възможно е именно с препоръката на Тициан по-късно да се премества във Виена, където пристига през 1568 г. и от 1573 г. е назначен в императорския двор като портретист гравьор. В този период той се занимава почти изключително с изработка на портрети на императорското семейство. Кралската му служба продължава при управлението на Максимилиан II и на Рудолф II. Крал Рудолф след като е коронован през 1575 г. премества столицата на империята от Виена в Прага през 1583 г. и заедно с целия двор там се мести и Мартино Рота. Същата година Рота умира в Прага..

## Творчество
Мартино Рота е смятан за един от най-значимите гравьори от втората половина на XVI в.. Освен репродукциите, които прави на произведения на ренесансови творци като Тициан, Микеланджело, Албрехт Дюрер, са познати още над 170 негови работи включващи карти, илюстрации към памфлети, гербове, изображения на светци, портрети. Сюжетите са най-разнообразни, сред тях са Битката при Лепанто, град Родос, портрети на Фердинанд I, Максимилиан II, Густав I, Анри IV и много други.
Интересна подробност е, че Рота подписва творбите си с главно „М“, обградено от колело, тъй като на латински фамилното му име означава „колело“.

## Галерия
- Император Максимилиан II
- Град Родос
- Карта на Алжир
- „Избиването на младенците“